# Danse de la Renaissance

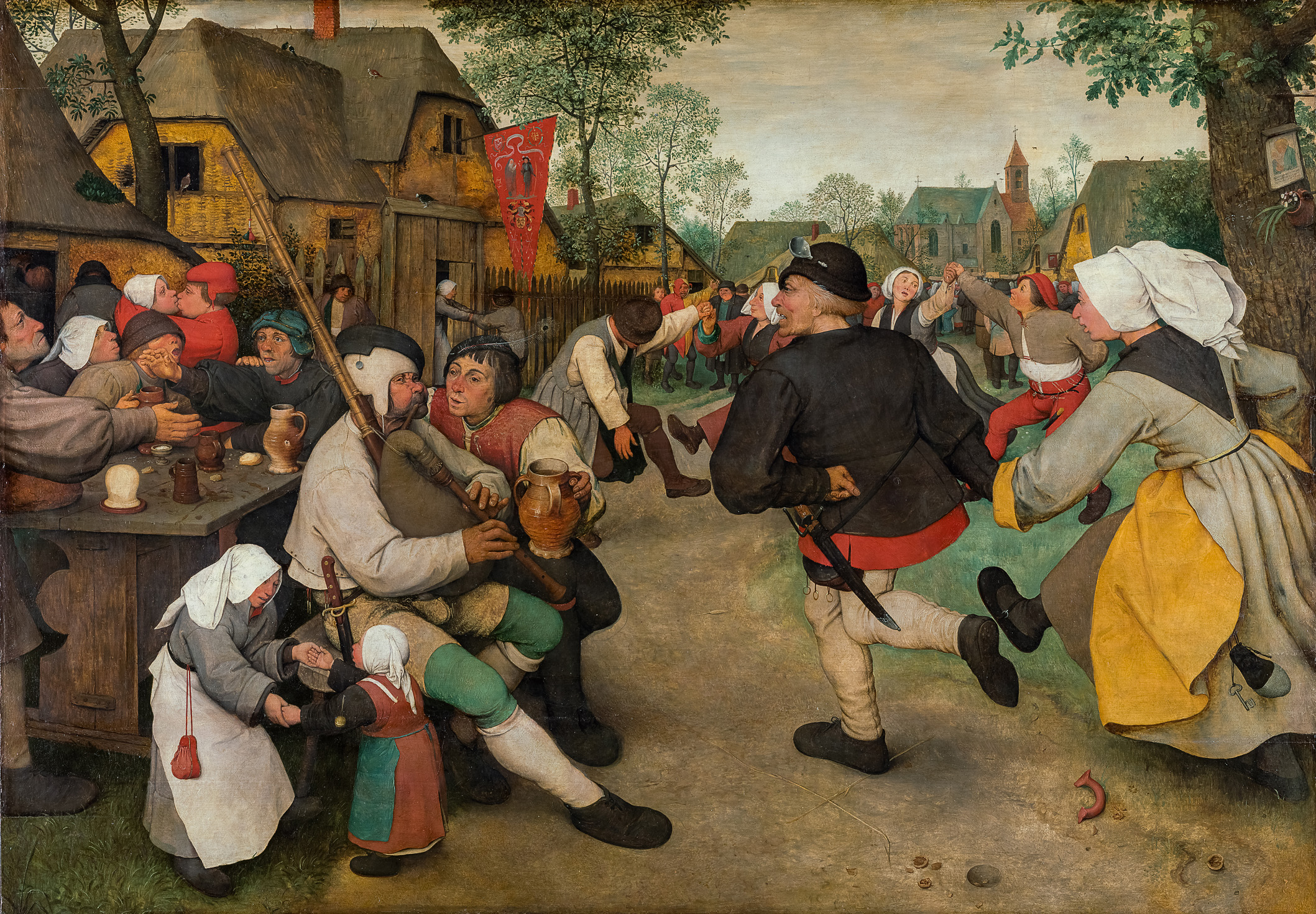
Pieter Brueghel l'Ancien, Danse villageoise (1568).

Héritières, pour quelques-unes, des danses médiévales, les danses de la Renaissance se diversifient dès le début du XVe siècle et atteignent très vite un nombre important de danses de cour et de bal, tant pour couples que collectives.
C'est en Italie que se forgent un premier vocabulaire chorégraphique et les premières théories de cet art. Dans une Italie alors morcelée en quantité de petits états, les premiers maîtres de danse font leur apparition dans les cours, où ils enseignent non seulement la danse, mais aussi les bonnes manières et l'étiquette. Domenico da Piacenza (originaire de Plaisance) est le premier dont on a conservé le traité manuscrit, intitulé De arte saltandi et choreas ducendi (vers 1455). Ce précieux manuscrit est conservé à la Bibliothèque nationale de France. Ses disciples Guglielmo Ebreo (Pesaro) et Antonio Cornazzano (Plaisance) travaillent dans les principales villes italiennes, au service de Francesco Sforza, d'Isabelle d'Este et d'autres seigneurs. Leurs ouvrages reflètent l'évolution de la danse italienne et du ballet de cour au XVe siècle. Le danseur et chercheur italien Andrea Francalanci (1949-1999) fut le premier à reconstituer les chorégraphies de cette époque, ainsi que les ballets des opéras de Monteverdi ou Caccini.
En France, parmi les plus anciennes danses, on trouve le branle et la basse danse. D'autres, davantage danses de couples, émergent dans le courant du XVIe siècle : l'allemande, la courante, la gaillarde, la pavane, la volte, etc.
En 1589, l'Orchésographie de Thoinot Arbeau les décrit toutes. Trente-quatre ans plus tard, François de Lauze affine leur description.

### Ouvrages
- Ludmila Acone, Danser entre ciel et terre Le maître à danser du Quattrocento, sa technique et son art, Paris, Classiques Garnier, 2019, 487 p. (ISBN 978-2-406-09249-0)

### Articles
- Laure Guilbert, « Brève historiographie de l’émergence des recherches en danse au sein de l’université française. Quel rôle pour l’histoire ? », Recherches en danse,‎ 2014 (DOI 10.4000/danse.625, lire en ligne)
- Sylvie Garnero, « Les premiers traités de danse au XVe siècle en Italie », Techniques et culture,‎ 2010, p. 567-585 (lire en ligne)
- Ludmila Acone, « « La danse de David et la figure de Saul dans le théâtre florentin ( XVe- XVIe siècle) » », Circé, Histoires, cultures et sociétés,‎ mars 2015 (lire en ligne)

### Thèses universitaires
- Yves Guilcher, Culture traditionnelle et danse ancienne en France, 1994 (présentation en ligne)
- Ludmila Acone, Théorie et pratique sociale de la danse noble en Italie centro-septentrionale au XVe siècle, 2013 (présentation en ligne)
- Robin Joly, Essai de définition des "règles de jeu" pour interpréter les danseries dans le but de mener la danse à partir des descriptions musicales et chorégraphiques de l'Orchésographie, Centre d'Etudes Supérieures de la Renaissance, 2017